# فاني وأليكسندر (فلم)
فاني وأليكسندر (بالإنجليزية: Fanny and Alexander) هو فيلم دراما تم إنتاجه في السويد وألمانيا الغربية وصدر في سنة 1982. الفيلم من إخراج إنغمار برغمان وكتابة إنغمار برغمان.

## ترشيحات وجوائز
| السنة | الحدث  | الفئة              | النتيجة  |
| ----- | ------ | ------------------ | -------- |
|       | أوسكار | أفضل تصوير سينمائي | فـــــوز |

## الميزانية والإيرادات
حقق أرباحا تقدر بـ 6,783,304 دولار.